# Heinersbrück
Heinersbrück, niedersorbisch Móst, ist eine Gemeinde im Landkreis Spree-Neiße im Südosten des Landes Brandenburg. Sie ist Teil des Amtes Peitz.

## Geografie
Heinersbrück liegt in der Niederlausitz, rund 15 Kilometer Luftlinie nordöstlich von Cottbus. Unmittelbar östlich schließt sich der Tagebau Jänschwalde an, südwestlich liegt der ehemalige Tagebau Cottbus-Nord. Die Gemeinde grenzt im Norden und Nordosten an Jänschwalde, im Südosten an die Stadt Forst (Lausitz), im Süden an Wiesengrund, im Südwesten an das Stadtgebiet von Cottbus und im Westen an Teichland.
Die Gemeinde zählt zum amtlichen Siedlungsgebiet der Sorben/Wenden in Brandenburg. Durch Heinersbrück fließt die Malxe, zwischen Heinersbrück und dem Wohnplatz Sawoda fließt das Tranitzfließ in die Malxe.

## Gemeindegliederung
Das Gemeindegebiet umfasst den Ortsteil Grötsch (niedersorbisch Groźišćo) und die Wohnplätze Ausbau (Wutwaŕki), Radewiese (Radowiza) und Sawoda (Zawódy).

## Geschichte
Heinersbrück wurde in einer Urkunde vom 29. August 1411 als „Henrichsbrugk“ erstmals urkundlich erwähnt. Der Ortsname wird als „Siedlung an der Brücke eines Heinrich“ gedeutet, der sorbische Name „Móst“ bedeutet „Brücke“. Die Ortsgründung soll der Sage nach auf Heinrich II. zurückgehen. Heinersbrück wurde als langes, gewannartiges Straßendorf angelegt, jahrhundertelang war das Dorf durch große Bauernwirtschaften geprägt.
Der Ort gehörte ab 1462 zum kurfürstlich-brandenburgischen Amt Cottbus und der Herrschaft Cottbus. Im Jahr 1652 lebten in Heinersbrück zwölf Hufner mit jeweils einer Hufe, vier Halbhufner und elf Gärtner. Es gab eine Schmiede, eine Schäferei, ein Schulzengut zu zwei Hufen und ein Vorwerk. Für das Jahr 1694 wird erstmals eine Kirche in Heinersbrück erwähnt, zwischen 1739 und 1740 wurde eine Fachwerkkirche gebaut. Im Jahr 1773 soll die erste Schule gebaut worden sein. Nach dem Tilsiter Frieden von 1807 wurde Heinersbrück Teil des Königreichs Sachsen. Im Jahr 1809 hatte Heinersbrück 351 Einwohner. Nachdem die Niederlausitz bereits ab 1813 wieder preußisch besetzt war, kam Heinersbrück nach dem Wiener Kongress zwei Jahre später wieder zurück zum Königreich Preußen, bei der Gebietsreform von 1816 wurde der Ort dem Kreis Cottbus in der Provinz Brandenburg zugeordnet.

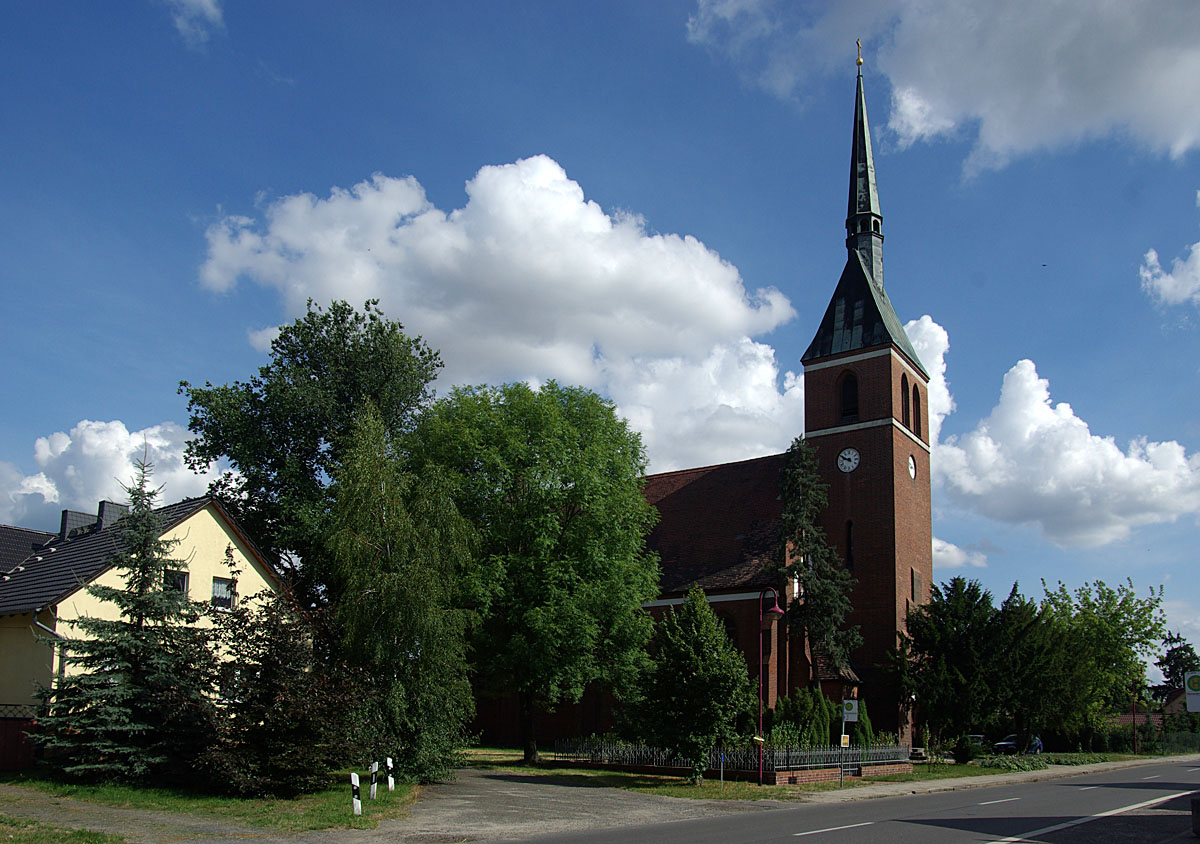
Dorfkirche Heinersbrück

Im Jahr 1818 hatte Heinersbrück 336 Einwohner. Bei der Volkszählung vom 1. Dezember 1871 wurden für die Landgemeinde 651 Einwohner in 123 Haushalten. Von den Einwohnern waren 323 Männer und 328 Frauen; 142 Einwohner waren Kinder unter zehn Jahren. Des Weiteren waren alle Einwohner evangelisch-lutherischer Konfession, Heinersbrück war damals als Filiale der Kirchengemeinde Groß Lieskow zugehörig. Am südlichen Ortseingang wurde 1882 ein neues Schulgebäude errichtet. Heinersbrück war lange Zeit ein sorbischsprachiges Dorf. Der sorbische Volkskundler Arnošt Muka ermittelte 1884 in Heinersbrück 632 Einwohner, von denen 624 Sorben und acht Deutsche waren; die Kirchengemeinde bezeichnete er als „vollkommen sorbisch“. Am 9. Oktober 1901 wurde die neu gebaute Dorfkirche Heinersbrück eingeweiht. Die Freiwillige Feuerwehr in Heinersbrück wurde am 27. März 1923 gegründet.
Am 1. Oktober 1938 wurde die bis dahin eigenständige Gemeinde Radewiese in „Heinersbrück-Nord“ umbenannt und nach Heinersbrück zwangseingemeindet. Nach dem Ende des Zweiten Weltkrieges wurde die Eingemeindung wieder rückgängig gemacht. Heinersbrück lag fortan in der Sowjetischen Besatzungszone und ab 1949 in der DDR. Seit den 1950er-Jahren bestimmt der angrenzende Tagebau Jänschwalde das Bild der Umgebung. Am 1. Juli 1950 wurde Radewiese wieder nach Heinersbrück eingemeindet, bei der Kreisreform am 25. Juli 1952 wurde die Gemeinde dem Kreis Forst im Bezirk Cottbus zugeordnet. Etwa zu dieser Zeit entstand auch das neue Schulgebäude südlich der alten Dorfschule. Im Jahr 1956 hatten noch 74,5 Prozent der Einwohner Sorbischkenntnisse. Später wurden die landwirtschaftlichen Betriebe im Ort in der LPG „Domowina“ zusammengeschlossen. In der ehemaligen Schule wurde 1979 „Sorbische Bauernstube“ eingerichtet, ein Teil des Gebäudes wird als Hort genutzt.
Nach der Wiedervereinigung lag Heinersbrück zunächst im Landkreis Forst in Brandenburg. Im Juli 1992 schloss sich die Gemeinde zur Erledigung ihrer Verwaltungsangelegenheiten dem Amt Peitz an. Am 21. November 1993 wurde in Heinersbrück ein Bürgerentscheid zu einer Umgliederung in das Amt Jänschwalde durchgeführt, der mit 91,5 Prozent der gültigen Stimmen abgelehnt wurde. Bei der Gebietsreform in Brandenburg am 6. Dezember 1993 wurde Heinersbrück dem Landkreis Spree-Neiße zugeordnet. Am 26. Oktober 2003 wurde die bis dahin selbstständige Gemeinde Grötsch im Zuge der Gemeindegebietsreform Brandenburgs als Ortsteil in die Gemeinde Heinersbrück eingegliedert. Nach dem Schuljahr 2005/06 wurde die Grundschule in Heinersbrück aufgrund zu geringer Schülerzahlen geschlossen, das Schulgebäude wurde in den beiden folgenden Jahren zu einem Gemeindezentrum umgebaut.

## Bevölkerungsentwicklung
| Jahr | Einwohner |
| ---- | --------- |
| 1875 | 631       |
| 1890 | 648       |
| 1910 | 726       |
| 1925 | 707       |
| 1933 | 693       |
| 1939 | 810       |

| Jahr | Einwohner |
| ---- | --------- |
| 1946 | 709       |
| 1950 | 865       |
| 1964 | 726       |
| 1971 | 709       |
| 1981 | 639       |
| 1985 | 620       |

| Jahr | Einwohner |
| ---- | --------- |
| 1990 | 613       |
| 1995 | 598       |
| 2000 | 620       |
| 2005 | 687       |
| 2010 | 632       |
| 2015 | 602       |

| Jahr | Einwohner |
| ---- | --------- |
| 2020 | 579       |
| 2021 | 590       |
| 2022 | 585       |
| 2023 | 570       |
| 2024 | 564       |

Gebietsstand des jeweiligen Jahres, Einwohnerzahl: Stand 31. Dezember (ab 1991), von 2011 bis 2021 auf Basis des Zensus 2011, ab 2022 auf Basis des Zensus 2022

## Politik

### Gemeindevertretung
Die Gemeindevertretung von Heinersbrück besteht aus acht Gemeindevertretern und dem ehrenamtlichen Bürgermeister. Die Kommunalwahl am 9. Juni 2024 führte bei einer Wahlbeteiligung von 71,1 % zu folgendem Ergebnis:
| Wählergruppe                                    | Stimmenanteil | Sitze |
| ----------------------------------------------- | ------------- | ----- |
| Wählergruppe Freiwillige Feuerwehr Heinersbrück | 64,3 %        | 5     |
| Wählergruppe Radewiese                          | 25,2 %        | 2     |
| Einzelbewerber Peter Mortak                     | 10,5 %        | 1     |

### Bürgermeister
- 1998–2003: Regina Lindner[13]
- 2003–2008: Uwe Lindner[14]
- 2008–2019: Horst Gröschke (Wählergruppe Freiwillige Feuerwehr Heinersbrück)[15]
- seit 2019: Horst Nattke (Wählergruppe Freiwillige Feuerwehr Heinersbrück)

Nattke wurde bei der Bürgermeisterwahl am 9. Juni 2024 ohne Gegenkandidat mit 77,2 % der gültigen Stimmen für eine weitere Amtszeit von fünf Jahren gewählt.

### Wappen
Das Wappen wurde vom Heraldiker Uwe Reipert gestaltet und am 17. Februar 2010 genehmigt.
| Wappen von Heinersbrück | Blasonierung: „In Rot über erniedrigtem blauen Schildfuß eine goldene Bohlenbrücke, darauf auf einem golden-gesattelten und -gezäumten silbernen Pferd linkshin reitend ein golden-bekrönter und -gegürteter, hersehender silberner König mit einem aufgerichteten und golden-begrifften silbernen Schwert in der Rechten; im rechten Obereck begleitet von einem goldenen Hochkreuz.“ |
| Wappen von Heinersbrück | Wappenbegründung: Der Ortssage nach geht die Bezeichnung des Ortsnamens auf Heinrich II. (HRR) zurück. Er ließ einen Knüppeldamm und eine Holzbrücke erbauen, um die Überquerung der morastigen Malxe und ihrer Uferregion zu erleichtern und auch mehrmals bei Feldzügen Heinrichs II. gegen Polen benutzt worden sind.                                                               |

### Flagge
Die Flagge ist Rot-Weiß-Rot (1:4:1) gestreift und mittig mit dem Gemeindewappen belegt.

## Sehenswürdigkeiten

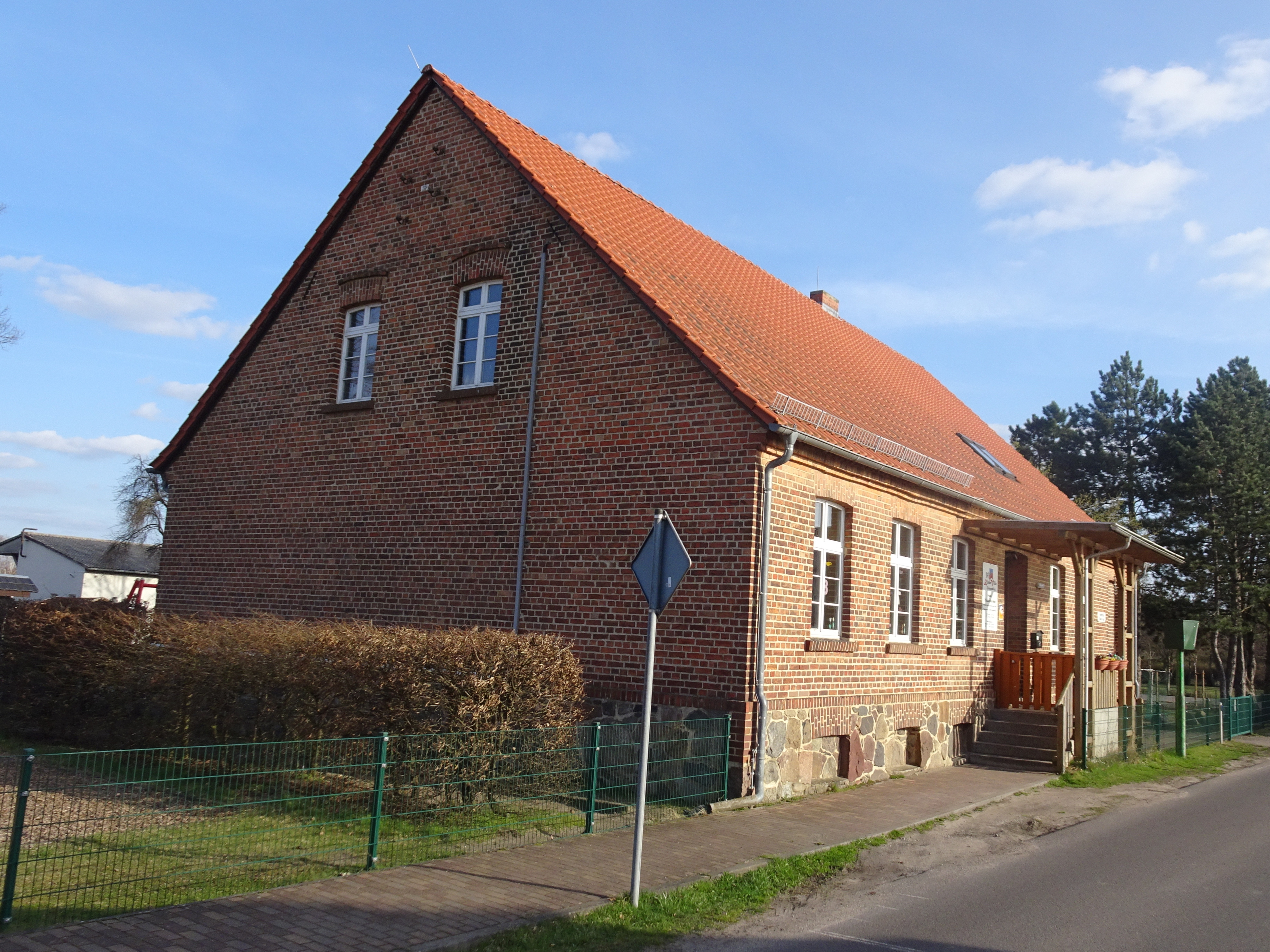
Ehemalige Dorfschule

In der Liste der Baudenkmale in Heinersbrück stehen die in der Denkmalliste des Landes Brandenburg eingetragenen Baudenkmale. Zu den Baudenkmalen zählen unter anderem die in den Jahren 1900/1901 erbaute Dorfkirche und die 1882 gebaute ehemalige Dorfschule.
In der ehemaligen Dorfschule befindet sich das Heimatmuseum „Sorbische Bauernstube“ mit sorbisch/wendischer Kultur, über 50 Trachten und Informationen zu traditionellen Handwerkstechniken.

## Einrichtungen und Kultur
Die Freiwilligen Feuerwehren Grötsch, Heinersbrück und Radewiese ist heute Ortsfeuerwehren der Amtsfeuerwehr Peitz. In Heinersbrück gibt es eine Kindertagesstätte in Gemeindeträgerschaft, die auch sorbisch-/wendischsprachige Erziehung anbietet. Örtlicher Sportverein ist der Heinersbrücker SV.
In der Gemeinde finden regelmäßig Veranstaltungen wie die sorbische Fastnacht („Zapust“) und das Erntefest mit Trachtenumzug statt.

## Verkehr
Heinersbrück liegt an der Bundesstraße 97 zwischen Groß Gastrose und der Anschlussstelle Roggosen der Autobahn A 15 (Dreieck Spreewald–polnische Grenze).